# Edward Seymour (12. książę Somersetu)

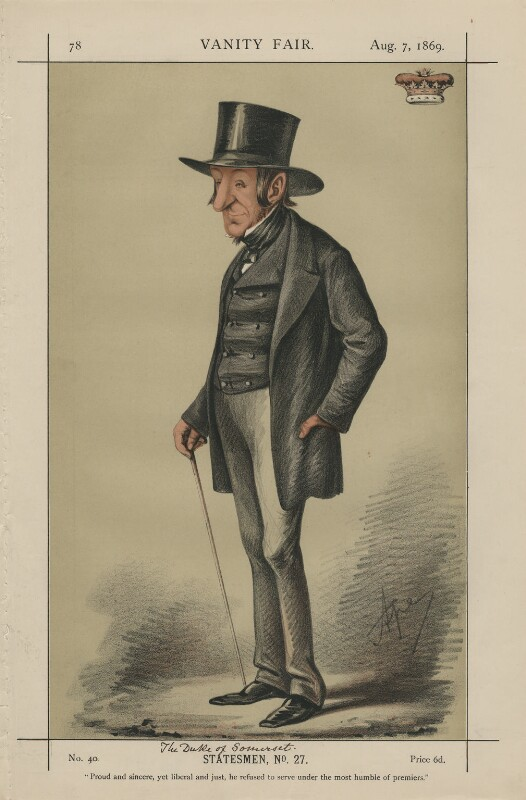
Karykatura księcia Somerset, „Vanity Fair”, 1869

Edward Adolphus Seymour (ur. 20 grudnia 1804, zm. 28 listopada 1885) – brytyjski arystokrata i polityk, członek stronnictwa wigów i Partii Liberalnej, minister w rządach lorda Russella i lorda Palmerstona.
Był najstarszym synem Edwarda Seymoura, i Charlotte Hamilton, córki 9. księcia Hamilton. Wykształcenie odebrał w Eton College oraz w Christ Church na Uniwersytecie Oksfordzkim. Od urodzenia nosił tytuł grzecznościowy "lorda Seymour". Po śmierci ojca w 1855 r. odziedziczył tytuł 12. księcia Somerset i zasiadł w Izbie Lordów.
Wcześniej zasiadał w Izbie Gmin jako reprezentant okręgów Okehampton (1830-1831) i Totnes (1834-1855). W 1835 r. został młodszym lordem skarbu. W latach 1839–1841 był sekretarzem przy Radzie Kontroli. Przez krótki czas w 1841 r. pełnił funkcję podsekretarza stanu w Ministerstwie Spraw Wewnętrznych. Po powrocie wigów do władzy w 1846 r. nie otrzymał żadnego stanowiska do 1849 r., kiedy to został pierwszym komisarzem ds. lasów. W czerwcu 1851 r. został pierwszym komisarzem ds. prac publicznych. Od października był członkiem gabinetu. Pozostał na tym stanowisku do upadku gabinetu w 1852 r.
Somerset nie otrzymał żadnego stanowiska w koalicyjnym gabinecie Aberdeena i pierwszym gabinecie Palmerstona. Dopiero w drugim gabinecie Palmerstona w 1859 r. został pierwszym lordem Admiralicji i sprawował to stanowisko to upadku liberalnego gabinetu w 1866 r. W 1861 r. został Lordem Namiestnikiem Devonu, a w 1862 r. kawalerem Orderu Podwiązki. W 1863 r. otrzymał tytuł 1. hrabiego St Maur. Nie wszedł w skład sformowanego w 1868 r. gabinetu Gladstone’a, ale udzielał poparcia rządowi w jego najważniejszych poczynaniach.
10 czerwca 1830 r. poślubił Jane Georgianę Sheridan, wnuczkę dramatopisarza Richarda Brinsleya Sheridana. Słynna z piękności lady Seymour została w 1839 r. wybrana królową piękności na Eglinton Tournament. Edward miał z nią dwóch synów i trzy córki:
- Ulrica Frederica Jane St Maur Seymour (zm. 26 stycznia 1916), żona lorda Henry’ego Thynne'a, miała dzieci
- Jane Hermione St Maur Seymour (zm. 4 kwietnia 1909), żona sir Fredericka Grahama, 3. baroneta, miała dzieci
- Helen Guendolen Seymour (zm. 14 sierpnia 1910), żona sir Johna Ramsdena, 5. baroneta, nie miała dzieci
- Edward Adolphus Ferdinand Seymour (17 lipca 1835 - 30 września 1869), hrabia St Maur
- Edward Percy Seymour (19 sierpnia 1841 - 20 grudnia 1865), attaché ambasad w Paryżu, Wiedniu i Madrycie, zginął w Indiach zabity przez niedźwiedzia

Książę Somerset był autorem Christian Theology and Modern Scepticism (1872) oraz Monarchy and Democracy (1880). Zmarł w 1885 r. Wraz z jego śmiercią wygasł tytuł hrabiego St Maur. Pozostałe tytuły odziedziczył jego młodszy brat, Archibald.